# Figaro
Pour les articles homonymes, voir Figaro (homonymie).
Figaro, qui dit avoir pour prénom « Anonyme », est un personnage inventé par Pierre-Augustin Caron de Beaumarchais à la fin du XVIIIe siècle et qu'il fait figurer dans trois de ses pièces, en tant que héros : Le Barbier de Séville, Le Mariage de Figaro et La Mère coupable.
Personnage du peuple sévillan, vif, sentimental, enthousiaste, insolent, il est depuis sa création, il y a plus de deux siècles, un héros populaire et sympathique, voire pathétique et dramatique. Il arrive souvent trop tard pour empêcher l'irréparable, mais il est le témoin et le catalyseur de toute l'histoire — « Figaro-ci, Figaro-là » —. Il est l'amoureux, l'entremetteur, le discoureur, le serviteur virevoltant, mais aussi le nigaud maladroit, le cabotin provocateur et finalement le valet résigné. Il fut annonciateur des thèmes de la Révolution française.
L'origine du nom est peut-être liée au nom même de l'auteur : en effet, Beaumarchais est né Caron, et sa créature, son « fils spirituel », serait le « fils Caron », devenu Figaro.
En 1795, Honoré-Antoine Richaud Martelly écrit la pièce Les deux Figaro, qui met en scène les aventures de Chérubin depuis son retour de l’armée, son intrigue pour épouser Inez, la fille du comte et de la comtesse, ainsi que la tentative de Figaro et du comte de l'empêcher.

## Littérature
Figaro est un personnage de théâtre, créé par Beaumarchais, et mis en scène pour la première fois dans la comédie Le Barbier de Séville.

## Opéra
- 1782 : Giovanni Paisiello a basé son opéra Il barbiere di Siviglia, avec le livret de Giuseppe Petrosellini, sur Figaro et Le Barbier de Séville de Beaumarchais.
- 1786 : Wolfgang Amadeus Mozart utilisa le personnage de Figaro et le thème de la pièce Le Mariage de Figaro pour son opéra Le nozze di Figaro sur le livret de Lorenzo Da Ponte.
- 1816 : Gioachino Rossini s'inspira de l'intrigue de Le Barbier de Séville pour son opéra Il barbiere di Siviglia sur le livret de Cesare Sterbini.
- 1835 : Saverio Mercadante s'inspira à la pièce Les deux Figaro de Martelly pour son opéra I due Figaro sur le livret de Felice Romani. Romani avait écrit le livret pour Carafa, qui le mis en musique en 1820.
- 1966 : Darius Milhaud composa l'opéra La Mère coupable, avec le livret de Madeleine Milhaud, sur la pièce de théâtre de Beaumarchais La Mère coupable.

## Télévision
- 2008 : Figaro, d'après la pièce de Beaumarchais, réalisé par Jacques Weber, avec Denis Podalydès, Isabelle Adjani, Céline Sallette, Stanley Weber et Jacques Weber

## Presse
- En 1826 est fondé le journal Le Figaro. Aîné de la presse française, le quotidien met en exergue de ses unes cette citation de Beaumarchais : « Sans liberté de blâmer, il n'est point d'éloge flatteur ».

## Livres
- Beaumarchais, Le Barbier de Séville, Paris, Ruault, 1775.
- Beaumarchais, Le Mariage de Figaro, Paris, Ruault, 1785.
- Beaumarchais, La Mère coupable, Paris, 1792.
- Martelly, Honoré-Antoine Richaud, Les deux Figaro, Paris, 1813
- Ödön von Horváth, Figaro divorce, 1936.
- Félicien Marceau, Le Voyage de noce de Figaro, Paris, 1994.
- Frédéric Vitoux, Le roman de Figaro, Paris, Fayard, 2005.

## Argot
En argot, un figaro est un coiffeur ou un barbier.